# Schulstraße 26 (Aletshausen)

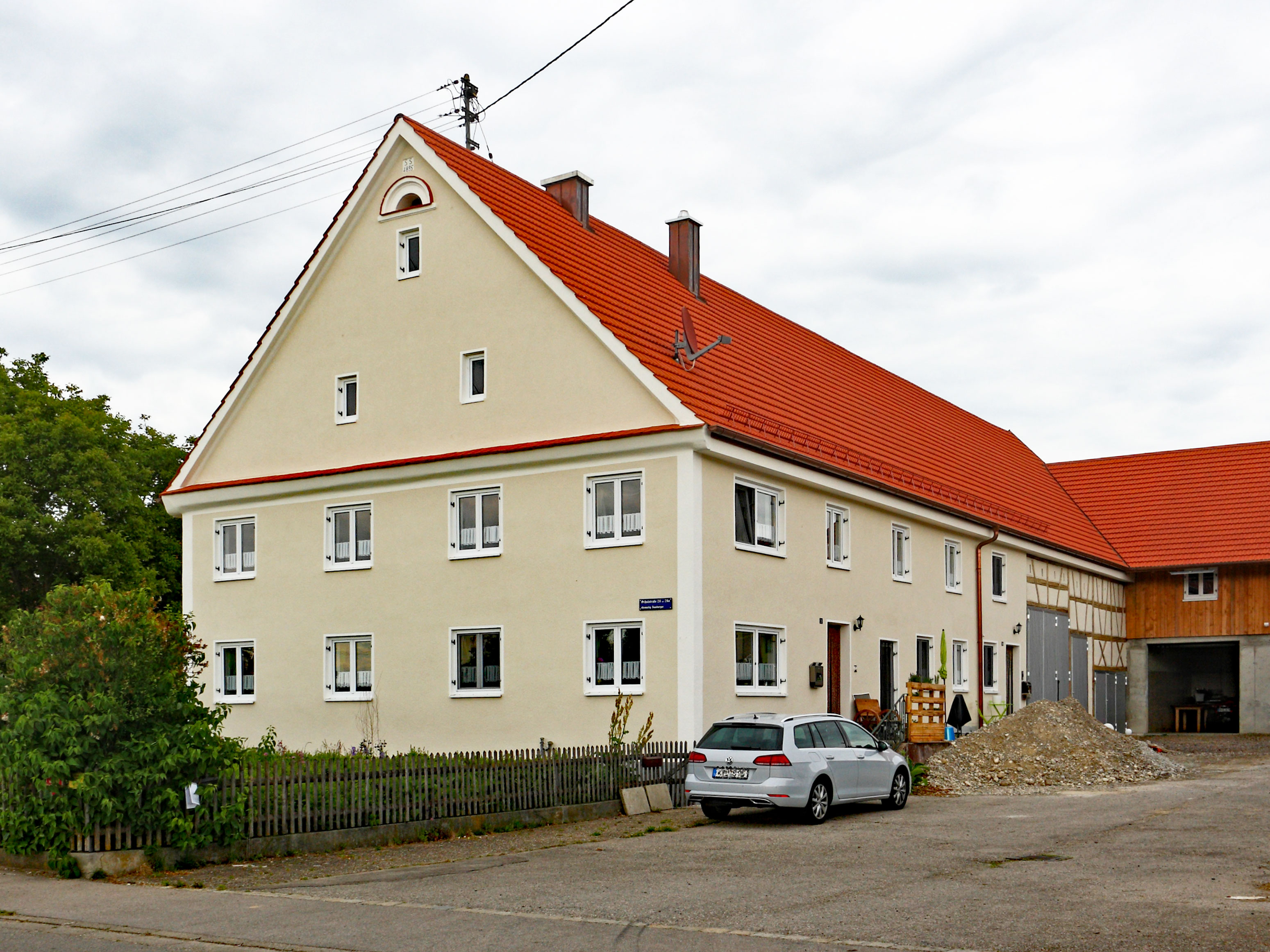
Wohnhaus und Scheune Schulstraße 26 in Aletshausen

Das Gebäude Schulstraße 26 in Aletshausen, einer Gemeinde im schwäbischen Landkreis Günzburg in Bayern, wurde 1835 errichtet. Der Einfirsthof ist ein geschütztes Baudenkmal.
An den zweigeschossigen, teilweise unterkellerten Satteldachbau mit Trauf- und vereinfachtem Sohlbank-Gesims schließt sich ein Scheunenteil in Fachwerkbauweise an. Der Giebel hat in der Spitze eine halbkreisförmige Öffnung, einen sogenannten Halbmond bzw. ein Eulenloch. Darüber steht die Jahreszahl 1835. 
Die Ausstattung des renovierten Gebäudes ist durchgehend neuzeitlich. 